# Taadadat
 (janvier 2015).
Taadadat (en berbère ⵜⴰⵄⴷⴰⴷⴰⵜ[Quoi ?] - en arabe تعدادت) est un village de la commune d'Ait Hani situé à 4 km au nord de celle-ci, dans la province de Tinghir au Maroc. Il forme avec Tayjout les Ait Lahcen. La nouvelle partie du village de Taadadat est situé principalement le long de la route départementale 703 reliant Tinghir à la région d'Imilchil et la vieille partie en face de celle-ci.